# Світ на різних берегах
Світ на різних берегах (Her şey yolunda) — спільний сингл українського гурту Друга Ріка та турецького гурту Mor ve Ötesi випущений у жовтні 2011 року. Також ця композиція стала четвертим та останнім синглом з п'ятого студійного альбому Другої Ріки — Metanoia. Part 1. Паралельно з українсько-турецькою версією, музиканти записали й україномовний варіант треку, який і увійшов на альбом. У свою чергу, дует-версія з турками увійшла на альбом як бонус-трек.

## Про сингл
Пісню було написано в рамках проекту гурту Друга Ріка «Rock'n’roll Saves the World», який музиканти здійснювали, створюючи спільні композиції з рок-командами інших країн (першим дуетом стала пісня з російським гуртом Токіо під назвою «Догоним! Доженемо!»).
|                                       | «Ми працювали над нею в Україні, в Стамбулі, в Америці і зрештою закінчували її в Лондоні. Харун, фронтмен «Mor Ve Otesi», досить довго писав свою частину тексту, бо спочатку ми співали її англійською, але пізніше відмовилися і зробили україно-турецьку версію. Її ми вам і презентуємо». |
| — говорять музиканти гурту Друга Ріка | |

## Список композицій
| #  | Назва                                      | Тривалість |
| -- | ------------------------------------------ | ---------- |
| 1. | «Світ на різних берегах (Her şey yolunda)» | 3:48       |
| 2. | «Світ на різних берегах»                   | 4:04       |

## Чарти
| Чарт (2012)    | Позиція |
| -------------- | ------- |
| Ukraine Top 40 | 181     |
| Ukraine Top 40 | 352     |

Примітки:
- 1 - українська версія
- 2 - українсько-турецька версія